# Atje Keulen-Deelstra
Atje Keulen-Deelstra (Grou, Països Baixos, 31 de desembre del 1938 - 22 de març del 2013) va ser una patinadora de velocitat sobre gel neerlandesa que destacà a la dècada del 1970. El 1962 es casà amb Jelle Keulen, amb el qual va tenir dos fills.
Va iniciar la pràctica del patinatge de velocitat sobre gel a l'edat de 16 anys, si bé no tingué èxits fins arribats a la trentena. El 1970 aconseguí guanyar el campionat nacional dels Països Baixos als 32 anys, esdevenint així mateix Campiona del Món. El 1972, però, arribà l'èxit de la seva carrera en convertir-se en campionat nacional, europea i del món, a més de les dues medalles aconseguides en els Jocs Olímpics d'Hivern de 1972 realitzats a Sapporo (Japó). En aquests Jocs aconseguí la medalla de plata en la prova de 1.000 metres, així com les medalles de bronze en les proves de 1.500 i 3.000 metres.
Al llarg de la seva carrera fou dues vegades més campiona d'Europa (i del món 1973 i 1974), així com subcampiona del Món en la prova d'esprint aquests mateixos dos anys.
Va morir a l'edat de 74 anys de les conseqüències d'un infart cerebral.
Rècords del món
| Distància | Temps   | Data                | Seu    |
| --------- | ------- | ------------------- | ------ |
| 1.500 m   | 2:17.2  | 14 de març de 1970  | Inzell |
| Samalog   | 182.805 | 16 de gener de 1972 | Inzell |